# Марія Кароліна Австрійська (1748)
Ерцгерцогиня Марія Кароліна Австрійська (народилася і померла 17 вересня 1748) - десята дитина і сьома донька імператриці Марії-Терезії та імператора Священної Римської імперії Франца I.

## Біографія
Марія Кароліна була другою з дітей Марії-Терезії, яка носила це ім'я. Її старша сестра з таким же ім'ям померла в 1741 році у віці одного року.  Друга Марія Кароліна також померла в дитинстві. Особливо травмуючим був той факт, що вона померла під час пологів, що вимагало екстреного хрещення. Причиною смерті стало неправильне положення в утробі матері. Коли стало зрозуміло, що дитина не виживе, оточуючі жінки заплакали. Вважалося надзвичайно важливим, щоб дитину охрестили ще за життя, оскільки згідно з традиційним католицьким віруванням нехрещені немовлята проведуть вічність у чистилищі. Лікар Марії Терезії Джерард ван Світен запевнив її, що немовля було живим, коли його хрестили, але багато людей при дворі сумнівалися в цьому. Дитину поховали в Імператорському склепі.
Марія-Терезія продовжувала дорожити пам'яттю про свою десяту дитину. У 1748 році вона доручила художнику Мартіну ван Мейтенсу намалювати трьох доньок, які померли в дитинстві. Після смерті в Франца I, вона замовила у Франца Антона Маульберча фреску, де було зображено її чотирьох доньок, які померли в дитинстві. На передньому плані  Марія Йоанна Габріела, яка померла в 1762 році від віспи у віці дванадцяти років, за нею Марія Єлизавета(первісток), потім Марія Кароліна, яка померла невдовзі після свого першого дня народження, а на далекому задньому плані видно темний силует. Це друга Марія Кароліна, яка не прожила й години.
Ім’ям Марія Кароліна знову назвали в 1752 році тринадцяту дитину Марії-Терезії. Третя Марія Кароліна стала королевою Неаполя і Сицилії.

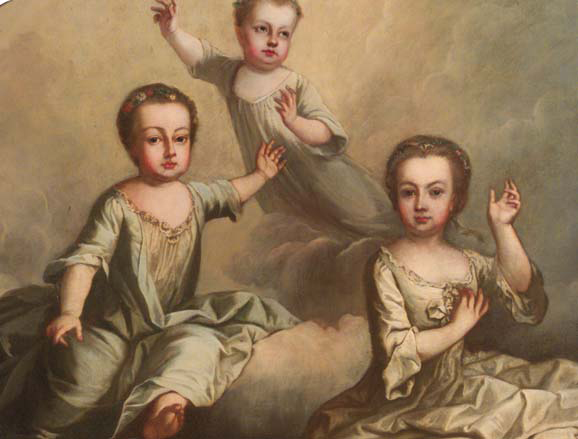
Зображення трьох дітей Марії-Терезії, які померли у дитинстві. Зліва на право: Марія Кароліна (1740-1741), Марія Кароліна (1747), Марія Єлизавета(1737-1740)